# Églé (fille d'Asclépios)
Pour les articles homonymes, voir Églé.
Dans la mythologie grecque, Églé (en grec ancien : Αἴγλη / Aíglê) est une des six filles d'Asclépios et d'Épione. Ses sœurs sont Hygie, Iaso, Panacée, Acéso, et Méditrine. Elle est la déesse de la santé rayonnante (surtout après une maladie). Certaines traditions tardives la désignent aussi comme la mère des Trois Grâces qu'elle aurait eues avec Hélios.

## Famille

### Ascendance
Églé a pour parents Asclépios, le dieu de la médecine, et son épouse Épione, déesse de la santé. Elle est aussi, de par son père, petite-fille d'Apollon (dieu du soleil, des arts et de la médecine) et de la mortelle Coronis.
Cependant, les représentations de la famille ne sont pas toujours consistantes ; Églé, comme ses sœurs, apparaissant ainsi parfois comme l'épouse d'Asclépios et non sa fille.

### Fratrie
Sœurs d'Églé 
- Les cinq sœurs d'Églé sont:
  - Hygie (santé, propreté et hygiène),
  - Panacée (les remèdes, la médecine curative),
  - Acéso (le processus de guérison),
  - Iaso (récupération d'une maladie),
  - Méditrine (la guérisseuse - déesse romaine).

Les sœurs, toutes les six déesses, interprètent donc diverses facettes de l'art d'Apollon. Asclépios et ses filles appartiennent en effet à la lignée d'Apollon, dieu de l'intelligence rationnelle, qui préfigure déjà la science telle qu'on la concevra plus tard en Occident.
Méditrine diffère de ses sœurs en ce que la déesse faisait partie des di indigetes, dieux d'origine de la religion et de la mythologie romaines primitives, et fut donc plus tardivement intégré au panthéon grec. 
Frères d'Églé
- Les trois frères d'Églé sont :
  - Machaon, chirurgien, qui combattit à Troie avec son frère Podalire et a été tué par Euripile ;
  - Podalire, médecin généraliste ;
  - Télesphore, dieu de la convalescence.

Contrairement à leurs sœurs, les deux premiers frères d'Églé sont mortels, médecins pour le camp grec lors de la guerre de Troie. Télesphore quant à lui, troisième fils d'Asclépios et Épione, était à l'origine un dieu de la mythologie celtique avant d'être intégré au culte d'Asclépios,.

### Descendance
Églé est parfois donnée dans certaines traditions tardives comme la mère des Charites (les Trois Grâces) qu'elle aurait eues d'Hélios (le Soleil).